# Proscopia geniculata
Proscopia geniculata är en insektsart som beskrevs av Cândido Firmino de Mello-Leitão 1939. 
Proscopia geniculata ingår i släktet Proscopia och familjen Proscopiidae. Inga underarter finns listade i Catalogue of Life.